# Emma Pallant
Emma Pallant-Browne, née le 4 juin 1989 à Farnham en Angleterre, est une triathlète et duathlète britannique, triple championne du monde de duathlon et vainqueur sur triathlon Ironman 70.3.

## Biographie

### Jeunesse
Athlète de formation, elle a obtenu une médaille de bronze aux championnats du monde juniors d'athlétisme 2008 sur 1 500 mètres avant d'être championne d'Europe de cross-country espoirs 2011.

### Carrière en triathlon et duathlon
En 2015, Emma Pallant remporte le titre de championne du monde de duathlon et met fin, dans une course très relevée, aux espoirs de la championne française en titre Sandra Levenez, d'un deuxième titre consécutif. Entrainée par Michelle Dillon qui a remporté ce titre en 2005, Emma Pallant fait partie du quatuor de tête, composé de Sandra Levenez, de la Japonaise Ai Ueda et de l'Australienne Gillian Backhouse qui prennent les directives de la course. Chacune des duathlètes essayant d'éprouver ses adversaires, sur une partie vélo très nerveuse où les attaques se succèdent. La dernière partie de cinq kilomètres de course à pied est décisive et la tâche de la Britannique, partie sur un rythme très relevé, est facilitée par une pénalité de temps infligée à la Japonaise pour une faute sur le parcours cycliste. Sandra Levenez ne parvient pas à soutenir le rythme imposé dans cette partie très rapide et prend la troisième place de la compétition à près d'une minute de la nouvelle championne. Après trois années de travail intensif avec son entraineur, la championne de Grande-Bretagne 2014 en triathlon remporte son premier succès mondial dans les sports enchainés.
En 2016, elle remporte un second titre mondial en conservant son titre en duathlon. Toujours à l'avant poste de la course, au sein d'un petit groupe qui garde les commandes de l'épreuve, elle s'en extrait dans les derniers kilomètres de la seconde course à pied pour remporter l'épreuve d'Avilés en Espagne. Elle supplante, l'Africaine du Sud Andrea Steyn qui réussit à conserver une deuxième place que la duathlète locale, l'Espagnole Margarita García Cañellas lui a âprement disputé avant de monter sur la troisième marche.
Elle s'adonne particulièrement aux triathlons longues distances à compter de 2018 et remporte plusieurs victoires sur le circuit Ironman 70.3 et monte pour la première fois sur un podium d'Ironman en Autriche.

### Vie privée
Elle se marie à Jaryd Browne en janvier 2021 et se lance sur le circuit Ironman 70.3 sous le nom d'Emma Pallant-Browne. Le couple a déménagé la même année et vit en Afrique du Sud à Johannesbourg.

## Palmarès
Le tableau présente les résultats les plus significatifs (podium) obtenus sur le circuit international de triathlon, de duathlon et d'aquathlon depuis 2013,.
| Année | Compétition                       | Pays        | Position           | Temps           |
| ----- | --------------------------------- | ----------- | ------------------ | --------------- |
| 2019  | Ironman 70.3 Pays d'Aix           | France      | Médaille d'or      | 4 h 19 min 56 s |
| 2019  | Ironman 70.3 Lanzarote            | Espagne     | Médaille d'or      | 4 h 8 min 14 s  |
| 2019  | Ironman 70.3 Cascais              | Portugal    | Médaille d'or      | 4 h 18 min 21 s |
| 2018  | Ironman 70.3 Eagleman             | États-Unis  | Médaille d'or      | 4 h 16 min 54 s |
| 2018  | Ironman Autriche                  | Autriche    | Médaille de bronze | 9 h 3 min 57 s  |
| 2018  | Ironman 70.3 Barcelone            | Espagne     | Médaille d'or      | 4 h 32 min 54 s |
| 2017  | Championnat du monde Ironman 70.3 | États-Unis  | Médaille d'argent  | 4 h 18 min 36 s |
| 2017  | Ironman 70.3 Édimbourg            | Royaume-Uni | Médaille d'or      | 4 h 23 min 17 s |
| 2017  | Ironman 70.3 Barcelone            | Espagne     | Médaille d'or      | 4 h 40 min 3 s  |
| 2017  | Challenge Gran Canaria            | Espagne     | Médaille d'or      | 4 h 35 min 15 s |
| 2016  | Ironman 70.3 Weymouth             | Royaume-Uni | Médaille d'or      | 4 h 40 min 16 s |
| 2016  | Ironman 70.3 Barcelone            | Espagne     | Médaille d'argent  | 4 h 41 min 32 s |
| 2015  | Triathlon Londres                 | Royaume-Uni | Médaille de bronze | 2 h 1 min 23 s  |
| 2015  | Championnat britannique           | Royaume-Uni | Médaille d'argent  | 2 h 1 min 23 s  |
| 2014  | Triathlon Londres                 | Royaume-Uni | Médaille d'or      | 1 h 57 min 17 s |
| 2014  | Championnat britannique           | Royaume-Uni | Médaille d'or      | 2 h 3 min 43 s  |
| 2013  | Triathlon Londres                 | Royaume-Uni | Médaille de bronze | 2 h 0 min 59 s  |
| 2013  | Championnat britannique           | Royaume-Uni | Médaille d'or      | 1 h 4 min 3 s   |

| Année | Compétition                               | Pays        | Position           | Temps           |
| ----- | ----------------------------------------- | ----------- | ------------------ | --------------- |
| 2023  | Championnats du monde de duathlon         | Espagne     | Médaille d'or      | 57 min 50 s     |
| 2017  | Championnats du monde de duathlon         | Canada      | Médaille de bronze | 2 h 6 min 12 s  |
| 2017  | Championnat du monde d'aquathlon          | Canada      | Médaille d'or      | 0 h 34 min 30 s |
| 2016  | Championnats du monde de duathlon         | Espagne     | Médaille d'or      | 1 h 56 min 45 s |
| 2015  | Championnats du monde de duathlon         | Australie   | Médaille d'or      | 1 h 58 min 21 s |
| 2014  | Championnat de duathlon - Grande-Bretagne | Royaume-Uni | Médaille d'or      | 1 h 0 min 33 s  |